# Baldomer Teixidor i Pastells
Baldomer Teixidor i Pastells (Castelló d'Empúries, 1865 - 1951) va ser un músic i compositor català, conegut també amb el motiu Xiula.

## Biografia
De noms de fonts Baldomer, Antoni i Pere, Teixidor era nebot del gran flabiolaire Baldomer Pastells, l'Avi Rau; cosí dels fills d'aquest, Pere, Lluís i Andreu; i tiet valencià de Lluís Buscarons i Pastells, tots ells músics. Va ser instrumentista de tenora i tible, i tocà a la Cobla Empordanesa, o cobla Agramont, el 1904; posteriorment ho feu a la seva successora, la cobla Els Rossinyols de Castelló d'Empúries, de la qual fou director entre els anys 1910 i 1918 i representant al voltant dels mateixos anys. En formació d'orquestra tocava el clarinet i, a banda, també compongué algunes sardanes. Essent la feina de música un ingrés complementari, com era habitual a l'època, es guanyava la vida amb una botiga d'estores que tenia a Castelló d'Empúries (documentada el 1896).

## Sardanes
- L'associada, sardana obligada de tible[7][8]
- L'aviadora (1913)[7][8]
- La festa de l'arbre[7][8]
- Fi de festa (1913), obligada de tenora[7][8]
- La flor del taronger[7][8]
- Oreig de mar[8]
- La pastora de l'amor[8]
- Sortida de sol[7][8]